# 데스페라도 (1995년 영화)
《데스페라도》(영어: Desperado)는 로버트 로드리게스가 감독한 1995년 미국의 네오웨스턴 액션 영화이다. 로드리게스의 첫 번째 독립 영화 《엘 마리아치》(1992)의 후속작으로, 그의 "멕시코 3부작" 시리즈의 두 번째 작품이다.
후편 《원스 어폰 어 타임 인 멕시코》(2003)로 이어진다.

## 줄거리
알려지지 않은 이름의 사나이 '엘 마리아치'(안토니오 반데라스 분)는 이 영화의 첫 번째 이야기인 엘 마리아치에서 사랑한 여자와 자신의 한 쪽 손을 잃게 만든 악랄한 마약상 '부초'(조아킹 드알메이다 분)를 찾아 한 마을을 방문한다. 그는 결국 부초 일당의 아지트를 발견하고 자비 없는 결투를 벌여 부초의 부하를 징벌한다. 이 소식을 들어 자신의 신변에 위험을 느낀 부초는 엘 마리아치를 저지하기 위해 자신의 부하를 수차례 보낸다.

## 출연
| 안토니오 반데라스 | 마니토 "엘 마리아치" |
| 조아킹 드알메이다 | 세사르 "부초"        |
| 살마 하예크       | 카롤리나             |
| 스티브 부세미     | 부세미               |
| 치치 매린         | 작은 바텐더          |
| 쿠엔틴 타란티노   | 픽업 가이            |
| 칼로스 고메즈     | 메모 "라이트 핸드"   |
| 티토 라리바       | 타보                 |
| 대니 트레이호     | 나바하스             |
| 카를로스 가야르도 | 캄파                 |
| 피터 마쿼트       | 마우리시오 "모코"    |

## 음악
영화 삽입곡을 담당한 팀은 로스앤젤레스의 록 밴드 로스 로보스이다. 그중 안토니오 반데라스가 부른 Canción del Mariachi(마리아치의 노래)라는 곡이 유명하다. 그 외에 다이어 스트레이츠, 라틴 플레이보이스, 카를로스 산타나 등의 그룹도 영화 음악에 참여했다.

## 시청 등급
- 대한민국: 미성년자 관람 불가

## 우리말 녹음
| KBS 성우진 (2001년 4월 14일) - 홍시호 - 엘 마리아치(안토니오 반데라스) - 문지현 - 카롤리나(살마 하예크) - 김영민 - 부초(조아킹 드알메이다) - 김익태 - 친구(스티브 부세미) - 한상덕 - 박영남 - 송연희 - 김관진 - 김경수 - 이원준 | SBS 성우진 (2005년 1월 9일) - 홍시호 - 마리아치(안토니오 반데라스) - 윤병화 - 부초(조아킹 드 알메이다) - 이진화 - 카롤리나(살마 하예크) - 장성호 - 친구(스티브 부세미) - 정훈석 - 픽업 가이(쿠엔틴 타란티노) - 김태웅 - 술꾼(티토 라리바) / 부초의 부하(칼로스 고메즈) - 이장원 - 술집 주인(치치 매린) / 부초의 부하(마이크 모로프) - 안용욱 - 부초의 부하(로버트 어리벌로) - 김정아 - 술집 여자(앤절라 랜자) / 남자 아이(에이브러햄 J. 버두즈코) |  |